# Nederlands baardkuifhoen

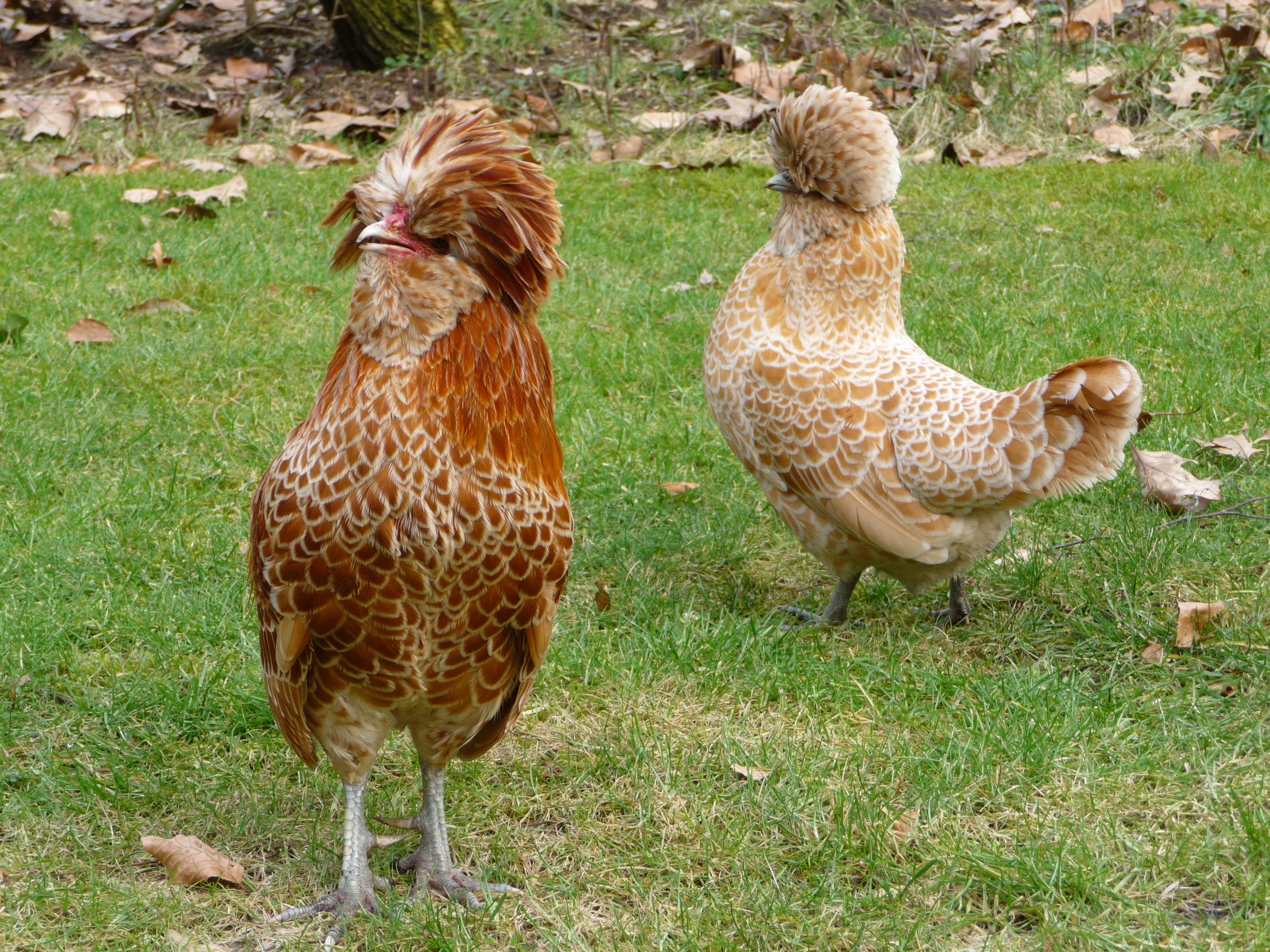
Geel-witgezoomde baardkuifhoenders

Het Nederlandse baardkuifhoen is een oud Nederlands kippenras met een kuif en een baard. De dieren zijn verwant aan het Hollandse kuifhoen. In veel landen worden deze twee soorten als één soort beschouwd: Padua's. Men maakt dan alleen onderscheid in bebaard of niet-bebaard. Het Nederlandse baardkuifhoen komt al sinds de 16e eeuw voor in Nederland. De hennen van dit ras hebben een volle, ronde kuif en een driedelige baard. Bij de hanen is de kuif wat losser omdat deze uit sierveren is opgebouwd. Ook de hanen hebben een baard. De kuif wordt veroorzaakt door een schedelknobbel. Dit is een verhoging boven op de kop waaruit de veren groeien. De kleurslagen waarin het Nederlandse baardkuifhoen voorkomt zijn goud-zwartgezoomd, zilver-zwartgezoomd, geel-witgezoomd, gezoomd blauw, koekoek, wit en zwart.

## Kriel
Het Nederlandse baardkuifhoen kriel is, behalve de grootte, vrijwel identiek aan het grote hoen.